# ديلان والش
ديلان والش (بالإنجليزية: Dylan Walsh)‏ (ولد 17 نوفمبر، 1963) هو ممثل أمريكي يعرف أكثر من خلال لعبه دور د. شون مكنمارا في مسلسل نب/تك على شبكة قنوات إف إكس.

## النشأة
ولد والش باسم تشارلز هنتر والش في لوس أنجلوس، كاليفورنيا. كان جده لأمه فرانك ب. هافن مدير تحرير صحيفة لوس أنجلوس تايمز. والداه عملا بالسلك الدبلوماسي الأجنبي وتقابلا في إثيوبيا. نتيجة لذلك، عاش والش طفولته في شرق أفريقيا، و الهند، و باكستان، و إندونيسيا. عادت عائلته إلى الولايات المتحدة عندما كان عمره 10 سنوات وسكنوا في فيرجينيا حيث بدأ والش يمثل في المرحلة الثانوية. تخرج من جامعة فرجينيا عام 1986 مع درجة في اللغة الإنجليزية. وبعد التخرج، انتقل إلى نيويورك ليبدأ التمثيل بشكل محترف.

## المسيرة
كان أول دور لوالش في فيلم تلفزيوني يسمى سولدر بويز مع جيمس إيرل جونز. ثم مثل في فيلم لفربوي وبدأ يمثل في المسلسل التلفزيوني كايت أند آلي. عام 1989، بدأ والش يستعمل الاسم الفني ديلان والش ومثل في عدة أفلام مثل بيتسي ويدينغ، نو بدي فوول، كونغو، ذا ستيب فاثر، و ذا سكراتيرايت. وكممثل ضيف في عدة مسلسلات تلفزيونية مثل: بروكلين ساوث، و ذا توايلايت زون، و إيفروود.
في 2003، بدأ والش يلعب دور د. شون مكنمارا في المسلسل التلفزيوني الشهير نب/تك على قنوات إف إكس بعد أن أقنعه مؤلف السلسة رايان ميرفي خلال حديثه معه في مقهى حيث تذكره ميرفي من دوره في فيلم نو بديس فوول. حاليًا يظهر والش في مسلسل أنفورغتابل على سي بي إس بدور ال برنز.

## الحياة الشخصية
تزوج والش من الممثلة ميلورا والترز عام 1996. غير أن زواجهما انتهى بالطلاق عام 2003. الزوجان السابقان لهما طفلان هما جوانا ماري، و توماس تالز. ثم تزوج من الممثلة جوانا غوينغ
في 10 أكتوبر، 2004 وأنجبا طفلة، ستيلا هيفن. في 15 ديسمبر، 2010، أعلن والش أنه قدم طلبًا للطلاق.
في نوفمبر 2011، أعلن والش أنه رزق بطفلة اسمها اميلي بيل والش قبل ستة أسابيع. والش لم يذكر اسم الأم لكنه أشار إليها بقوله «صديقتي إيميلي».

## السيرة السينمائية
- كايت أند آلي (مسلسل تلفزيوني) بدور بين
- تشايمليونس (1989) (تلفاز) بدور ستان
- وين وي وير يونغ (1989) (مثل الدور عندما كان اسمه تشارلز هنتر والش) بدور لي جايمسون
- لفربوي (1989) (مثل الدور عندما كان اسمه تشارلز هنتر والش) بدور جوري تالبوت
- غابريل فاير (1990) (سلسة تلفزيونية) بدور لويس كيلن
- بيتسي ويدينغ (1990) بدور جايك لوفيل
- وير ذا هارت إز (1990) بدور توم
- تيللنغ سيكريتس (1993) (تلفاز) بدور جيس غراهام
- أركتيك بلو (1993) بدور إريك ديسموند
- نو بدي فوول (1994) بدور بيتر سولفيان
- راديو إنسايد (1994) بدور مايكل أندرسون
- كونغو (1995) بدور د. بيتر إليوت
- ذا أوتر ليمتس بدور العقيد إيلدريتش
- إيدن (1996) بدور بيل كونين
- مِينْ (1997) بدور تيو موريسون
- بروكلين ساوث (1997) (مسلسل تلفزيوني) بدور الضابط جيمي دويل
- ديفايديد باي هيت (1997) (تلفاز) بدور لويس غيبس
- تشينجينج هابيتس (1997) بدور فيلكس شيبرد
- ذا ألموست بيرفكت بانك روبري (1998) (تلفاز) بدور فرانك سيلير
- تشابر زيرو (1999) بدور آدم لازاروز
- فاينل فوياج (1999) بدور آرون كاربينتر
- جيت بوي (2001) بدور بوون بالمر
- ديدلي ليتلز سيكريتس (2001) بدور كول تشامبيرلين
- بلوود وورك (2002) بدور المحقق جون والير
- جو (2002) (تلفاز)
- بار 6 (2002) بدور ماك هيغلمان
- بور بلاي (2002) بدور مات ناش
- وي وير سولدرز (2002) بدور كابتن. روبرت هاورد
- ذا توايلايت زون (2002) (مسلسل تلفزيوني) بدور آدم
- بريساديو مد (2002) (مسلسل تلفزيوني) بدور داني غيبسون
- مور ذن ميتس ذا آي: ذا جوان بروك ستوري (2003) (تلفاز) بدور جيم بروك
- ذا لون رانغر (2003) (تلفاز) بدور كانساس سيتي هاس
- نب/تك (2003-2010) (مسلسل تلفزيوني) بدور د. شون مكنمارا
- إيفروود (2003-2004) (مسلسل تلفزيوني) بدور كارل فييني
- إيدموند (فيلم)إيدموند (2005) بدور المستجوب
- انتيبودي (2005) بدور جايكوب امبرو
- ذا لايك هاوس (2006) بدور مورغان
- لوست هوليداي: ذا جيم أند سوزان شيمويل ستوري (2007) بدور جيم شيمويل
- لاو أند أوردر: سبيشل فيكتم يونت (2007) بدور مالكوم رويس (حلقة: أنيهيلايتد)
- جست أد ذا ووترز (2008) بدور راي توكبي
- ذا ستيب فاذر (2009) بدور زوج الأم/ديفيد هاريس/غرايدي إيدواردز
- ذا سكراتيرايت (2010) بدور جاك توييدي الثاني
- أنفورغتابل (2011- حتى الآن) (مسلسل تلفزيوني) بدور ال برنز
- دروب ديد ديفا (2012) بدور لورانس براند (حلقة: بيكس آند بايكس)
- سي إس آي (2012) بدور توم كولي (حلقة: سي إس آي على النار)
- ريفنج (2013) بدور جايسون بروسر (حلقاتان: التخريب و التواطؤ)
- كاستل (2013) العميل هاريس (حلقة: الهدف (1))

## وصلات خارجية
- ديلان والش على موقع IMDb (الإنجليزية)
- ديلان والش على موقع روتن توميتوز (الإنجليزية)
- ديلان والش على موقع ألو سيني (الفرنسية)
- ديلان والش على موقع أول موفي (الإنجليزية)
- ديلان والش على موقع قاعدة بيانات الأفلام السويدية (السويدية)
- ديلان والش على موقع إن إن دي بي (الإنجليزية)
- ديلان والش على موقع قاعدة بيانات الفيلم (الإنجليزية)
- ديلان والش على موقع كينوبويسك (الروسية)